# وادي بست كز
 وادي بست كز  يعدّ هذا الوادي أحد أشهر أودية منطقة ناحية كوخرد ويقع هذا الوداي في الجزء الجنوبي لـنهر مهران، وهو بموقعه المتميز الذي يتوسط كل من سد جابر وسد بست كز وسهل أوه شيرينو جعل منه منتزهاً طبيعياً يقصده أهالي منطقة كوخرد، وعدد كبير من الزوار من مختلف مناطق المجاورة. وخاصة في موسم الأمطار حيث يكتظ بعدد كبير من الزوار، ومن أهم ما يميز هذا الوادي عن باقي الأودية (بخش كوخرد) اتساع مجراه الذي تنتشر على جانبيه كثير من المساحات الخضراء وأشجار السمر، السلم والسدر.
يبعد « وادي بست كز » عن ناحية كوخرد بحوالي 10 كيلومترات 
وهو أشهر أودية المنطقة، وهو يعد من الأودية الجنوبية الدائمة الجريان والذي جعل من شهرته بأنه يأتي على قائمة ذكر أودية ناحية كوخرد، وتكمن روعة هذا الوادي في وجود البرك المائية الكبيرة التي تتجمع وسط التكوينات الصخرية على مدار العام وهي أبرز مقومات الجذب الزوار لهذا الوادي حيث نجد أن معظم الزوار يقضون معظم أوقات فراغهم حول هذه البرك الجميلة نتيجة لروعة الموقع المحيط بها.
كما تتنوع الطبيعة الخلابة في « وادي بست كز » بدأ من توزع السلاسل الجبلية التي تقع على حافتي مجرى الوادي وكذلك توزع البرك المائية والمدرجات الزراعية في أنحاء مختلفة منه.

## وصلات خارجية
- سد بست كز
- سهل أوه شيرينو
- استراحة روضه

## معرض الصور
- التقسيمات الإدارية لمحافظة هرمزگان